# Прогресс М1-5
Прогресс М1-5 — транспортный грузовой космический корабль (ТГК) серии «Прогресс», запущенный для сведения с орбиты орбитальной станции «Мир». Серийный номер 254.

## Цель полёта
Доставка на станцию запаса топлива (стартовая масса корабля составила 7082 килограмма, из них масса доставляемого топлива – 2678 килограмма) необходимый для управляемого сведения «Мира» с орбиты и затопления в южной части Тихого океана во исполнение постановления Правительства РФ от 30 декабря 2000 №1035.

## Хроника полёта
- 24.01.2001, в 07:28:42 MSK, (04:28:42 UTC) — запуск с космодрома Байконур;

| №  | Событие                                    | Время от старта, сек |
| -- | ------------------------------------------ | -------------------- |
| 01 | Старт                                      | 0                    |
| 02 | Отделение 1-й ступени                      | 118,80               |
| 03 | Сброс головного обтекателя                 | 159,95               |
| 04 | Отделение 2-й ступени                      | 287,30               |
| 05 | Сброс хвостового обтекателя                | 297,05               |
| 06 | Выключение маршевого двигателя 3-й ступени | 525,98               |
| 07 | Отделение КА                               | 529,28               |

- 27.01.2001, в 08:33:31 MSK, (05:33:31 UTC) — осуществлена стыковка с орбитальной станцией «Мир» к стыковочному узлу на агрегатном отсеке служебного модуля «Квант». Процесс сближения проводился в автоматическом режиме;
- 23.03.2001 проработавшая в три раза дольше первоначально установленного срока станция была затоплена в специальном районе в южной части Тихого океана, рядом с островами Фиджи.

## Сведение с орбиты
ТГК «Прогресс М1-5» стал последним кораблём для стыковки с орбитальной станцией «Мир». Учитывая, что масса орбитального комплекса составляет около 135 тонн, для обеспечения управляемого спуска с орбиты со средней высотой 230–250 км необходим суммарный импульс 40–45 м/с. Баллистиками была рассчитана оптимальная схема включений для выбранного варианта дальнего наведения.

Утром 22 марта система управления движением станции «Мир», получив из ЦУПа соответствующую командную информацию, перевела станцию из режима закрутки в ориентированный полёт. Это было необходимо для того, чтобы полностью зарядить аккумуляторы от солнечных батарей. 23 марта с помощью трёх тормозных импульсов станция последовательно переводилась на орбиту со всё более низким перигеем, который располагался над районом затопления.
- Первый импульс в 03:31:59 MSK (00:31:59 GMT). Включаются восемь двигателей причаливания и ориентации (ДПО) пристыкованного к станции грузового корабля «Прогресс М1-5».
- Второй импульс в 05:00:24 (02:00:24 GMT). Снова работают восемь ДПО «Прогресса М1-5».
- Третий, заключительный, импульс в 08:07:36 (05:07:36 GMT). Вместе с ДПО включается и основной двигатель космического грузовика. Двигатели работают до полного израсходования топлива.

Расчётные координаты центра падения несгоревших элементов конструкции – 44,22° южной широты и 150° западной долготы. Время падения их в эту точку – 09:00:13 MSK (06:00:13 GMT).

Последним, кто «видел» станцию «Мир», была американский пункт слежения на острове Кваджалейн. Её высота была в то время около 110 километров, и снижалась она по траектории, которую предсказали ей баллистики ЦУПа.

## Фотографии
- Станция «Мир» 12 июня 1998 снимок сделан во время миссии шаттла Дискавери
- Путь по которому «Мир» вошёл в атмосферу